# Clive Swift
Clive Walter Swift, född 9 februari 1936 i Liverpool, död 1 februari 2019 i London, var en brittisk skådespelare. Han blev bland annat känd för sin roll som Richard Bucket i BBC:s komediserien Skenet bedrar.

## Karriär
Swift inledde sin karriär vid en repertoarteater i Nottingham innan han kom till Royal Academy of Dramatic Art. 
Han medverkade i TV och film från mitten av 1960-talet. För svenska TV-tittare blev han bland annat känd som Hyacinth Buckets hunsade man Richard i den populära TV-serien Skenet bedrar mellan 1990–1995. Bland övriga TV-serier och filmer märks filmerna Vanvett (1972) och En färd till Indien (1984) samt TV-serien Ett landskap i England (1974). Swift medverkade även i den fjärde säsongen av Doctor Who. 

## Privatliv
Swift var under åren 1960–1975 gift med den brittiska författarinnan Margaret Drabble och paret fick tre barn.